# William Stern
Ludwig Wilhelm Stern, meglio noto col nome anglicizzato di William (Berlino, 29 aprile 1871 – Durham, 27 marzo 1938), è stato uno psicologo e filosofo tedesco.
Stern ha dato origine alla psicologia personalistica, che poneva l'accento sull'individuo esaminando i tratti misurabili della personalità e l'interazione di tali tratti all'interno di ogni persona per creare il sé. Coniò il termine quoziente di intelligenza (QI) e inventò il variatore di tono come un nuovo modo per studiare la percezione umana del suono. Stern studiò psicologia e filosofia con Hermann Ebbinghaus all'Università di Berlino, per poi passare rapidamente a insegnare all'Università di Breslavia. Successivamente fu nominato professore presso l'Università di Amburgo.
Nel corso della sua carriera, Stern è stato autore di molti libri pionieristici in diversi campi della psicologia come la psicologia differenziale, il personalismo critico, la psicologia forense e i test di intelligenza. Stern è stato anche un pioniere nel campo della psicologia infantile. Insieme a sua moglie, Clara Joseephy Stern, ha tenuto per 18 anni diari meticolosi dove descrivevano dettagliatamente la vita dei loro 3 figli, utilizzandoli poi per scrivere diversi libri che offrivano uno sguardo senza precedenti sullo sviluppo psicologico dei bambini in età evolutiva.

## Biografia
William Stern nacque da genitori ebrei, Rosa e Joseph Stern, il loro unico figlio. Inizialmente si chiamava Ludwig Wilhelm, ma in seguito abbandonò il suo nome e fu conosciuto semplicemente come William. Il padre di Stern possedeva un piccolo studio di design a Berlino, anche se l'attività non avesse molto successo. Quando Joseph morì nel 1890, lasciò alla famiglia pochissimi soldi e William, che studiava all'università, dovette intraprendere un percorso di tutoraggio per sostenere la madre malata fino alla sua morte nel 1896.
Stern incontrò la sua futura moglie, Clara Joseephy, durante un giro in bicicletta per Berlino. I genitori di Clara non furono contenti dell'unione poiché Stern aveva pochi soldi, ma Clara persistette nonostante la disapprovazione dei suoi genitori e i due si sposarono all'inizio del 1899. Ebbero la loro prima figlia, Hilde, il 7 aprile del 1900, con cui iniziarono il lungo progetto di studio sullo sviluppo infantile. La coppia ebbe anche un secondo figlio, Günther, nel 1902 e un'altra figlia, Eva, nel 1904.
Stern trascorse gli ultimi cinque anni della sua vita in esilio a causa del crescente antisemitismo in Germania. Trascorse un anno nei Paesi Bassi prima di trasferirsi negli Stati Uniti dove accettò un lavoro come professore all'Università Duke nonostante conoscesse poco l'inglese.
Stern era il cugino del filosofo, critico letterario e teorico ebreo Walter Benjamin. Morì improvvisamente il 27 marzo 1938, per occlusione coronarica.

## Maggiori contributi

### Studio sullo sviluppo infantile
Stern ha fortemente influenzato l'area dello sviluppo infantile con il lavoro che ha svolto con la moglie Clara, osservando i loro tre figli, Hilde, Gunther ed Eva e studiando lo sviluppo del linguaggio e altri aspetti dello sviluppo infantile. I loro figli nacquero rispettivamente nel 1900, 1902 e 1904, e Stern e sua moglie iniziarono a scrivere sul diario dal giorno della nascita fino all'età di 12, 10 e 7 anni, rispettivamente. I dati che hanno registrato includevano reazioni, balbettii, capacità di ricordare eventi, bugie, giudizi morali e persino sessioni di registrazione sistematiche in cui il bambino suscitava racconti e descrizioni di storie con un genitore mentre l'altro prendeva appunti. Attraverso le loro osservazioni Stern ha scoperto quella che viene chiamata "teoria dei giochi", ovvero che il gioco è necessario per lo sviluppo personale di un bambino.

### Quoziente di intelligenza (QI)
All'epoca di Stern, molti altri psicologi stavano lavorando su un modo per valutare qualitativamente le differenze individuali. Alfred Binet e Théodore Simon, ad esempio, stavano sviluppando test per valutare l’età mentale dei bambini al fine di identificare le difficoltà di apprendimento, ma non disponevano di un metodo standardizzato per confrontare questi punteggi tra popolazioni di bambini. Stern suggerì un cambiamento nella formula dell'intelligenza, che in precedenza veniva calcolata utilizzando la differenza tra l'età mentale e l'età cronologica di un individuo. Egli propose di dividere l'età mentale di un individuo per la sua età cronologica per ottenere un unico rapporto. Questa formula fu successivamente migliorata da Lewis Terman che moltiplicò il quoziente di intelligenza per 100 per ottenere un numero intero. Stern, tuttavia, metteva in guardia contro l’uso di questa formula come unico modo per classificare l’intelligenza. Credeva che le differenze individuali, come l'intelligenza, fossero di natura molto complessa e che non esistesse un modo semplice per confrontare qualitativamente gli individui tra loro. Concetti come debolezza mentale non possono essere definiti utilizzando un singolo test di intelligenza, poiché ci sono molti fattori che il test non esamina, come le variabili volitive ed emotive.

### Il variatore di tono

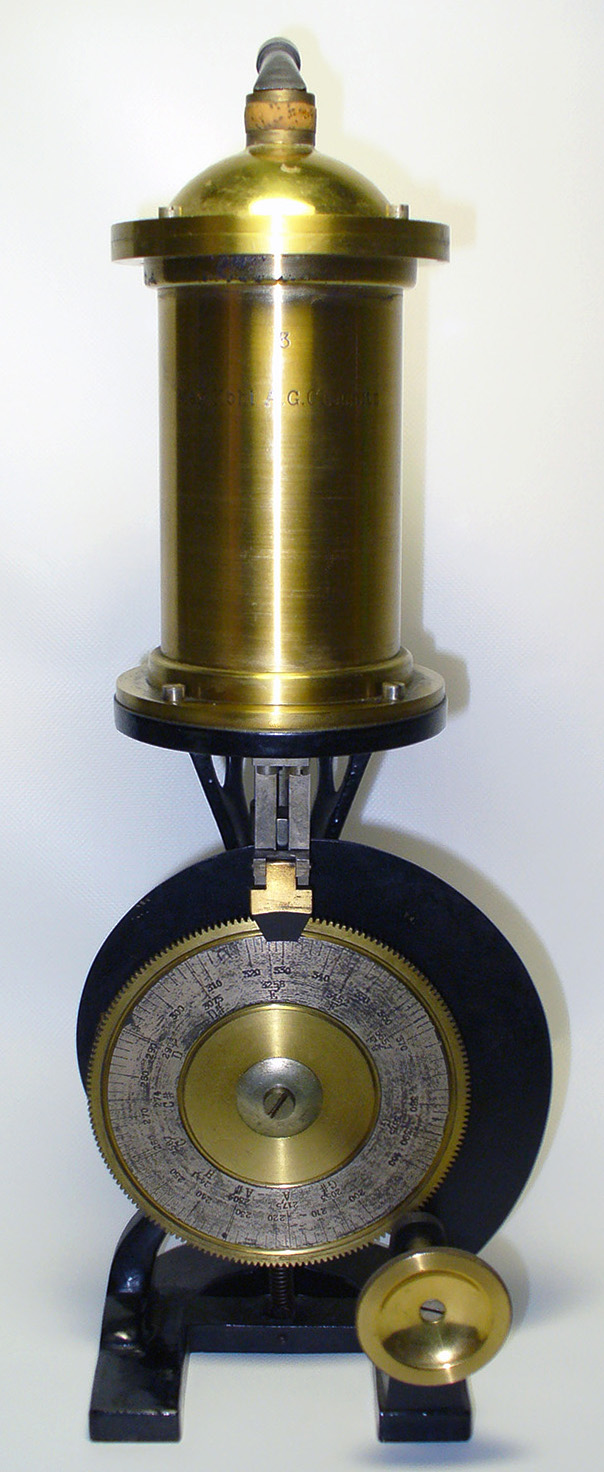
Il variatore di tono di Max Kohl, Chemnitz, Germania

Nel 1897 Stern inventò il variatore di tono che gli permise di studiare la sensibilità umana ai cambiamenti del suono. Mentre i suoi predecessori si erano limitati a studiare soglie e differenze evidenti utilizzando stimoli costanti e discreti, Stern studiò il cambiamento continuo di uno stimolo nel successivo.

### Psicologia forense
Stern fu un pioniere nel campo che sarebbe diventato la psicologia forense. Come Hugo Münsterberg, Stern esplorò la psicologia delle testimonianze oculari con particolare attenzione all'accuratezza. Collaborò con il criminologo Franz v. Liszt e nel 1901 condusse uno studio in cui gli studenti di giurisprudenza furono testimoni di una discussione in classe in cui uno dei protagonisti estrasse una pistola, a quel punto il professore interruppe la finta rissa. Agli studenti è stato poi chiesto di fornire resoconti scritti e orali dell'evento. Stern e Franz scoprirono che, in tali dimostrazioni, il successivo ricordo era scarso quando la tensione era alta, portandoli a concludere che gli stati emotivi potevano influenzare le testimonianze oculari. Altri studi hanno indagato l'impatto delle tecniche di interrogatorio, le differenze tra testimoni bambini e adulti, le differenze tra testimoni uomini e donne e il modo in cui gli eventi che si verificano tra il momento dell'evento e il momento del ricordo possono influenzare l'accuratezza della testimonianza.
Stern notò che la memoria era fallibile e cercò modi per distinguere tra falsificazione intenzionale e non intenzionale della testimonianza. Questi risultati avevano il potenziale per migliorare il sistema di giustizia penale e illustravano applicazioni pratiche della ricerca psicologica. Stern sottolineò anche gli effetti che il tribunale potesse avere sui bambini e sostenne la consultazione di uno psicologo professionista ogni volta che veniva utilizzata la testimonianza di un bambino.
Stern ipotizzò anche che gli uomini fossero testimoni più affidabili delle donne, ma il lavoro successivo ha messo in discussione questo suggerimento. Lo studio ha rilevato che non vi erano differenze significative tra i sessi tra i partecipanti per quanto riguarda l'accuratezza del ricordo e la resistenza alle false informazioni.